# Sopita Tanasan
Sopita Tanasan est une haltérophile thaïlandaise née le 23 décembre 1994. Elle a remporté l'épreuve des moins de 48 kg aux Jeux olympiques d'été de 2016 à Rio de Janeiro.